# 七反田町
七反田町（ひちたんだちょう）は愛知県名古屋市中川区にある町名。丁番を持たない単独町名である。住居表示未実施。

## 地理
名古屋市中川区の北西部に位置する。東は服部一丁目、南は服部四丁目、西は千音寺五丁目、北は千音寺四丁目に接する。

## 歴史
- 1966年（昭和41年）1月26日 - 中川区富田町大字服部の一部により、同区七反田町として成立[5]。
- 1982年（昭和57年）10月10日 - 中川区富田町大字服部の一部を編入する[5]。
- 2024年（令和6年）11月23日 - 中川区富田町大字服部字馬黒の一部を編入する[6]。

## 世帯数と人口
2019年（平成31年）2月1日現在の世帯数と人口は以下の通りである。
| 町丁     | 世帯数  | 人口  |
| -------- | ------- | ----- |
| 七反田町 | 135世帯 | 327人 |

## 学区
市立小・中学校に通う場合、学校等は以下の通りとなる。また、公立高等学校に通う場合の学区は以下の通りとなる。
| 番・番地等 | 小学校                 | 中学校                 | 高等学校 |
| ---------- | ---------------------- | ---------------------- | -------- |
| 全域       | 名古屋市立千音寺小学校 | 名古屋市立はとり中学校 | 尾張学区 |

## 施設

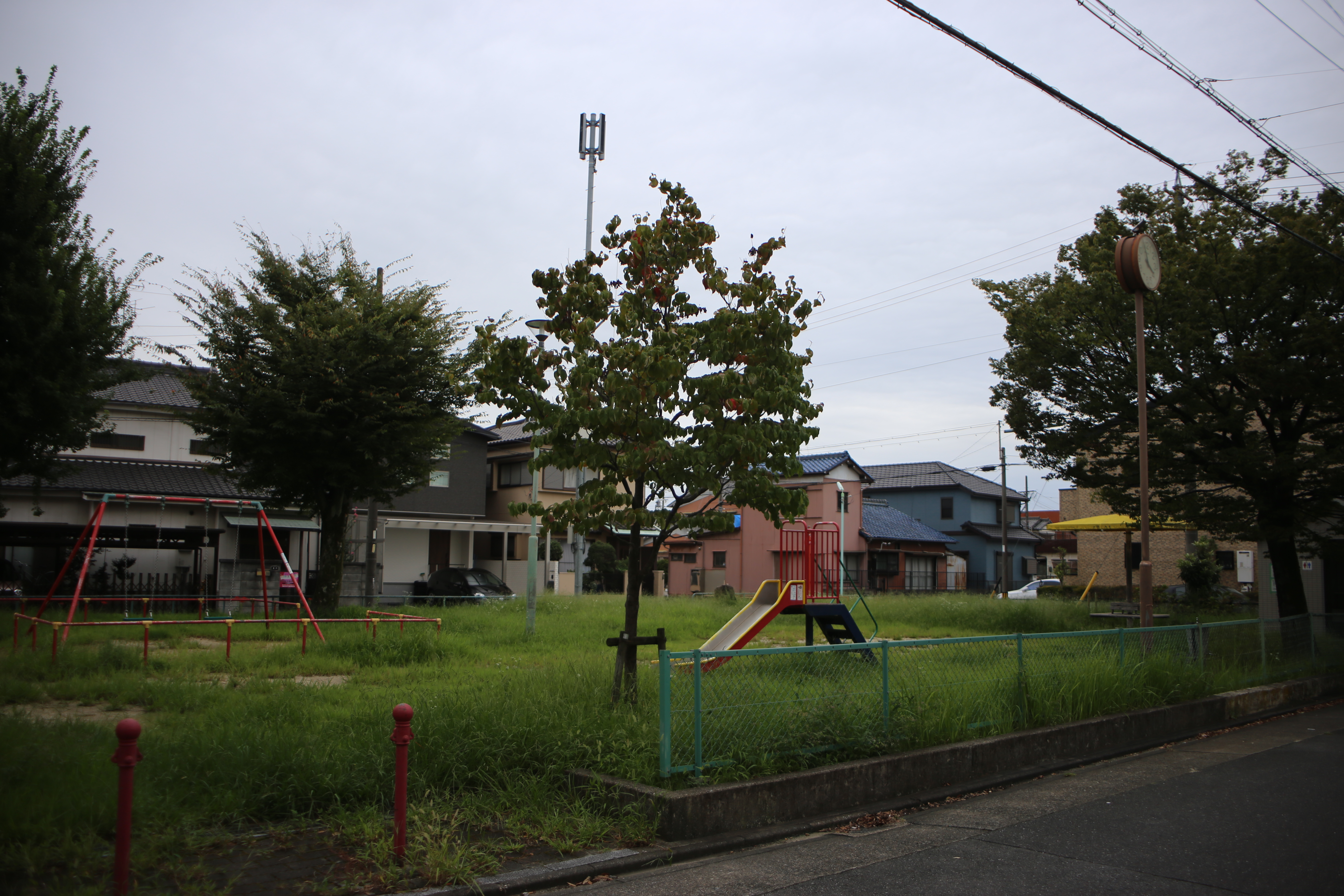
七反田公園

- 七反田公園

## その他

### 日本郵便
- 郵便番号 : 454-0975[2]（集配局：中川郵便局[9]）。